# Hudič v nas
Hudič v nas (izviren angleški naslov: Devil Inside) je nadnaravna grozljivka iz leta 2012, delo filmskega režiserja Williama Brenta Bella. Scenarij sta napisala Bell in Matthew Peterman. Film je posnet v stilu dokumentarca in govori o ženski, ki postane vpletena v številna izganjanja hudiča medtem ko poskuša ugotoviti, kaj se je pravzaprav zgodilo z njeno mamo, žensko, ki je umorila tri ljudi zaradi obsedenosti s hudičem. V glavnih vlogah so nastopili Fernanda Andrade, Simon Quarterman, Evan Helmuth in Suzan Crowley. Hudič v nas je prišel na spored kinematografov 6. januarja 2012.
Nizkoproračunski film je bil na začetku predvajanja zelo uspešen, saj je bil v otvoritvenem vikendu na vrhu lestvice po prihodku od kino vstopnic, v drugem tednu pa je prihodek strmo padel, saj so ga kritiki in občinstvo močno skritizirali. Kljub temu je ustvarjalcem prinesel skoraj 102 milijona USD.

## Vsebina
30. oktobra 1989 je Maria Rossi (Suzan Crowley) ubila tri ljudi med izganjanjem hudiča na njej. Ker se je vmešala katoliška cerkev, je bila Maria od takrat naprej zaprta v katoliški psihiatrični bolnišnici v Rimu. Policijska preiskava pokaže trupla umorjenih članov katoliške cerkve. Njena hčer Isabella izve za mamine umore od njenega očeta, ki umre tri dni po tem.
Dvajset let kasneje se Isabella (Fernanda Andrade) odloči posneti dokumentarec o izganjanju hudiča in izvedeti več o svoji mami. V šoli za izganjalce hudiča v Rimu spozna duhovnika Bena (Simon Quarterman) in Davida (Evan Helmuth), ki jo vzameta s sabo na izganjanje hudiča iz Rosalite (Bonnie Morgan). S seboj prinesejo tudi medicinsko opremo, da bi lažje določili ali gre za obsedenost ali za psihično bolezen. Rosalita napade ekipo po tem, ko jih nagovarja v različnih jezikih in naglasih. Isabello pokliče po imenu, čeprav je ne pozna, vendar jo kmalu ukrotijo. 
Ko Isabella obišče mamo v norišnici, opazi, da njena mama govori v različnih naglasih in da ima risbe po stenah. Prav tako si je vrezala narobe obrnjene križe po rokah in na spodnjo stran ustnice. Maria pove Isabelli, da je umor otroka proti božji volji, Isabella pa pojasni Davidu in Benu, da je pred leti splavila in da njena mama nikakor ni mogla vedeti za to - kar je še en znak obsedenosti. Medtem ko skušajo izgnati hudiča iz Marie, je David v skrbeh za svojo službo, saj cerkev ne podpira izganjanj brez utemeljenih dokazov. Med procesom Maria omeni, da ve, kaj je Ben nekoč storil.
Po posnetem gradivu so pripravljeni pokazati dokaze Cerkvi. David je zaradi tega v velikem stresu, Ben pa si vedno znova ogleduje posnetke. Ben nato odkrije, da je Maria obsedena s kar štirimi demoni. David se medtem pripravlja na krst v svoji cerkvi, kar se Michael s svojo kamero odloči posneti. Med krstom poskuša dojenčka utopiti v blagoslovljeni vodi, vendar ga ostali pred tem ustavijo. Ben takrat zapusti cerkev.
Kmalu zatem najde Ben Davida z okrvavljenimi zapestji, podobno kot je imela Maria med izganjanjem. Ko prispe policija, David enemu od policistov vzame pištolo in si jo porine v usta. Ben mu naroči, naj se bori proti demonom in Ben začne moliti Oče naš, vendar pozabi zadnje besede. Začne se smejati in se ustreli. Isabella takrat doživi napad.
Ben z grozo spozna, da je Isabella obsedena. Ben in Michael odideta z Isabello v avto po pomoč za izganjanje hudiča. Medtem ko Michael vozi, Isabella pove Benu, da ve za grozno reč, ki jo je storil v preteklosti, kar prestraši Bena. Isabella nato napade Michaela in mu začne dihati v usta. Ta pokaže znake obsedenosti in pritisne na plin v prometu. Kamera nato pokaže Michaela, Isabello in Bena, kako zletijo z avtomobilom s ceste, njihove usode pa ne pokaže.
Pred odjavno špico se prikaže sporočilo, da je primer Rossi še vedno nerazjasnjen in da je »več informacij o raziskovanju tega primera« na spletni strani www.therossifiles.com.

## Igralci
- Fernanda Andrade kot Isabella Rossi
- Simon Quarterman kot oče Ben Rawlings
- Evan Helmuth kot oče David Keane
- Ionut Grama kot Michael Schaefer
- Suzan Crowley kotMaria Rossi
- Bonnie Morgan kot Rosalita
- Brian Johnson kot poročnik Dreyfus
- D.T. Carney kot detektiv
- John Prosky kot oče Christopher Aimes